# Таволжан (Павлодарская область)
Таволжан (каз. Тобылжан) — село в Успенском районе Павлодарской области Казахстана. Административный центр и единственный населённый пункт Таволжанского сельского округа. Расположен в 65 км к северо-востоку от Павлодара, в 25 км к югу от Успенка. Код КАТО — 556457100.

## История
Таволжанский солепромысел известен с конца XIX века. С 1930 года на соляном озере Таволжан ведётся промышленная добыча поваренной соли. Посёлок и солепромысел были названы по урочищу Тобылжан, где растёт таволга.
В 1933 году в Таволжане была открыта начальная школа, в 1936 году — семилетняя, в 1938 году — средняя школа.
Указом от 8 апреля 1940 года населённый пункт Таволжан был отнесён к разряду рабочих посёлков.

## Население
В 1985 году в Таволжане жили 1200 человек. В 1999 году население села составляло 715 человек (345 мужчин и 370 женщин). По данным переписи 2009 года, в селе проживало 569 человек (274 мужчины и 295 женщин).